# 1993-as rövid pályás úszó-világbajnokság
Az 1993-as rövid pályás úszó-világbajnokságot december 2. és december 5. között rendezték Palma de Mallorcán. Ez volt az első, 25 m-es medencében rendezett úszó-világbajnokság. A vb-n 32 versenyszámban avattak világbajnokot.

## Éremtáblázat
| Hely | Nemzet             | Arany | Ezüst | Bronz | Összesen |
| 1.   | Kína               | 10    | 4     | 1     | 15       |
| 2.   | Egyesült Államok   | 7     | 6     | 8     | 21       |
| 3.   | Ausztrália         | 4     | 9     | 8     | 21       |
| 4.   | Egyesült Királyság | 3     | 2     | 3     | 8        |
| 5.   | Brazília           | 2     | 1     | 1     | 4        |
| 6.   | Németország        | 1     | 3     | 2     | 6        |
| 7.   | Finnország         | 1     | 1     | 1     | 3        |
| 8.   | Kanada             | 1     | 0     | 1     | 2        |
| 8.   | Svédország         | 1     | 0     | 1     | 2        |
| 10.  | Horvátország       | 1     | 0     | 0     | 1        |
| 10.  | Franciaország      | 1     | 0     | 0     | 1        |
| 12.  | Lengyelország      | 0     | 1     | 2     | 3        |
| 13.  | Olaszország        | 0     | 1     | 0     | 1        |
| 13.  | Japán              | 0     | 1     | 0     | 1        |
| 13.  | Moldova            | 0     | 1     | 0     | 1        |
| 13.  | Hollandia          | 0     | 1     | 0     | 1        |
| 13.  | Új-Zéland          | 0     | 1     | 0     | 1        |
| 13.  | Spanyolország      | 0     | 1     | 0     | 1        |
| 19.  | Belgium            | 0     | 0     | 1     | 1        |
| 19.  | Kuba               | 0     | 0     | 1     | 1        |
| 19.  | Oroszország        | 0     | 0     | 1     | 1        |
|      |                    |       |       |       |          |
|      | Összesen           | 32    | 33    | 31    | 96       |

## Eredmények
- WR = világrekord (World Record)
- ER = Európa-rekord (európai versenyző által elért eddigi legjobb eredmény) (European Record)

### Férfi
| Versenyszám               | Arany                                                                               | Arany      | Ezüst                                                                                  | Ezüst    | Bronz                                                                             | Bronz    |
| ------------------------- | ----------------------------------------------------------------------------------- | ---------- | -------------------------------------------------------------------------------------- | -------- | --------------------------------------------------------------------------------- | -------- |
| 50 m-es gyorsúszás        | Mark Foster · Egyesült Királyság                                                    | 21,84      | Hu Bin · Kína                                                                          | 21,93    | Robert Abernethy · Ausztrália                                                     | 21,97    |
| 100 m-es gyorsúszás       | Fernando Scherer · Brazília                                                         | 48,38      | Gustavo Borges · Brazília                                                              | 48,42    | Jon Olsen · Egyesült Államok                                                      | 48,49    |
| 200 m-es gyorsúszás       | Antti Kasvio · Finnország                                                           | 1:45,21    | Trent Bray · Új-Zéland                                                                 | 1:45,53  | nem adták ki                                                                      |          |
| 400 m-es gyorsúszás       | Daniel Kowalski · Ausztrália                                                        | 3:42,95    | Antti Kasvio · Finnország                                                              | 3:42,98  | Paul Palmer · Egyesült Királyság                                                  | 3:45,07  |
| 1500 m-es gyorsúszás      | Daniel Kowalski · Ausztrália                                                        | 14:42,04   | Jörg Hoffmann · Németország                                                            | 14:53,09 | Piotr Albinski · Lengyelország                                                    | 14:53,97 |
|                           |                                                                                     |            |                                                                                        |          |                                                                                   |          |
| 100 m-es hátúszás         | Tripp Schwenk · Egyesült Államok                                                    | 52,98      | Martin Harris · Egyesült Királyság                                                     | 53,93    | Rodolfo Falcón · Kuba                                                             | 54,00    |
| 200 m-es hátúszás         | Tripp Schwenk · Egyesült Államok                                                    | 1:54,19    | Luca Bianchi · Olaszország                                                             | 1:55,09  | Stefaan Maene · Belgium                                                           | 1:55,68  |
|                           |                                                                                     |            |                                                                                        |          |                                                                                   |          |
| 100 m-es mellúszás        | Phil Rogers · Ausztrália                                                            | 59,56      | Ron Dekker · Hollandia                                                                 | 59,95    | Seth Van Neerden · Egyesült Államok                                               | 1:00,08  |
| 200 m-es mellúszás        | Nick Gillingham · Egyesült Királyság                                                | 2:07,91 ER | Phil Rogers · Ausztrália                                                               | 2:08,32  | Eric Wunderlich · Egyesült Államok                                                | 2:08,49  |
|                           |                                                                                     |            |                                                                                        |          |                                                                                   |          |
| 100 m-es pillangóúszás    | Miloš Milošević · Horvátország                                                      | 52,79      | Mark Henderson · Egyesült Államok                                                      | 52,92    | Rafał Szukała · Lengyelország                                                     | 52,94    |
| 200 m-es pillangóúszás    | Franck Esposito · Franciaország                                                     | 1:55,42    | Christian Keller · Németország                                                         | 1:55,75  | Chris-Carol Bremer · Németország                                                  | 1:56,86  |
|                           |                                                                                     |            |                                                                                        |          |                                                                                   |          |
| 200 m-es vegyes úszás     | Christian Keller · Németország                                                      | 1:56,80    | Fraser Walker · Egyesült Királyság                                                     | 1:58,35  | Curtis Myden · Kanada                                                             | 1:59,27  |
| 400 m-es vegyes úszás     | Curtis Myden · Kanada                                                               | 4:10,41    | Sergey Mariniuk · Moldova                                                              | 4:11,96  | Petteri Lehtinen · Finnország                                                     | 4:12,33  |
|                           |                                                                                     |            |                                                                                        |          |                                                                                   |          |
| 4 × 100 m-es gyorsváltó   | Brazília · Fernando Scherer · Teófilo Ferreira · Gustavo Borges · José Carlos Souza | 3:12,11 WR | Egyesült Államok · David Fox · Seth Pepper · Jon Olsen · Mark Henderson                | 3:12,68  | Oroszország · Roman Shegolev · Vladislav Kulikov · Vladimir Predkin · Jurij Muhin | 3:15,56  |
| 4 × 200 m-es gyorsváltó   | Svédország · Christer Wallin · Tommy Werner · Lars Frölander · Anders Holmertz      | 7:05,92    | Németország · Christian Tröger · Christian Keller · Chris-Carol Bremer · Jörg Hoffmann | 7:08,63  | Brazília · Gustavo Borges · Teófilo Ferreira · José Carlos Souza · Cassiano Leal  | 7:09,97  |
| 4 × 100 m-es vegyes váltó | Egyesült Államok · Tripp Schwenk · Seth Van Neerden · Mark Henderson · Jon Olsen    | 3:32,57 WR | Spanyolország · Carlos Ventosa · Sergio López · Joaquín Fernández · José Maria Rojano  | 3:36,92  | Egyesült Királyság · Martin Harris · Nick Gillingham · Mike Fibbens · Mark Foster | 3:37,27  |

### Női
| Versenyszám               | Arany                                                  | Arany      | Ezüst                                                                          | Ezüst   | Bronz                                                                             | Bronz   |
| ------------------------- | ------------------------------------------------------ | ---------- | ------------------------------------------------------------------------------ | ------- | --------------------------------------------------------------------------------- | ------- |
| 50 m-es gyorsúszás        | Le Jingyi · Kína                                       | 24,23 WR   | Angel Martino · Egyesült Államok                                               | 24,93   | Linda Olofsson · Svédország                                                       | 25,21   |
| 100 m-es gyorsúszás       | Le Jingyi · Kína                                       | 53,01 WR   | Angel Martino · Egyesült Államok                                               | 53,39   | Karen Pickering · Egyesült Királyság                                              | 54,39   |
| 200 m-es gyorsúszás       | Karen Pickering · Egyesült Királyság                   | 1:56,25    | Susie O'Neill · Ausztrália                                                     | 1:57,16 | Lü Bin · Kína                                                                     | 1:57,71 |
| 400 m-es gyorsúszás       | Janet Evans · Egyesült Államok                         | 4:05,64    | Trina Jackson · Egyesült Államok                                               | 4:07,49 | Julie Majer · Ausztrália                                                          | 4:07,91 |
| 800 m-es gyorsúszás       | Janet Evans · Egyesült Államok                         | 8:22,43    | Julie Majer · Ausztrália                                                       | 8:26,46 | Trina Jackson · Egyesült Államok                                                  | 8:27,50 |
|                           |                                                        |            |                                                                                |         |                                                                                   |         |
| 100 m-es hátúszás         | Angel Martino · Egyesült Államok                       | 58,50 WR   | He Cihong · Kína                                                               | 1:00,13 | Elli Overton · Ausztrália                                                         | 1:00,18 |
| 200 m-es hátúszás         | He Cihong · Kína                                       | 2:06,09 WR | Jia Yuanyuan · Kína                                                            | 2:07,95 | Cathleen Rund · Németország                                                       | 2:09,59 |
|                           |                                                        |            |                                                                                |         |                                                                                   |         |
| 100 m-es mellúszás        | Dai Guohong · Kína                                     | 1:06,58 WR | Linley Frame · Ausztrália                                                      | 1:07,65 | Samantha Riley · Ausztrália                                                       | 1:07,77 |
| 200 m-es mellúszás        | Dai Guohong · Kína                                     | 2:21,99 WR | Hitomi Maehara · Japán                                                         | 2:24,45 | Samantha Riley · Ausztrália                                                       | 2:24,75 |
|                           |                                                        |            |                                                                                |         |                                                                                   |         |
| 100 m-es pillangóúszás    | Susie O'Neill · Ausztrália                             | 59,19      | Liu Limin · Kína                                                               | 59,24   | Kristie Krueger · Egyesült Államok                                                | 59,53   |
| 200 m-es pillangóúszás    | LIU Limin · Kína                                       | 2:08,51    | Susie O'Neill · Ausztrália                                                     | 2:09,08 | Petria Thomas · Ausztrália                                                        | 2:09,40 |
|                           |                                                        |            |                                                                                |         |                                                                                   |         |
| 200 m-es vegyes úszás     | Allison Wagner · Egyesült Államok                      | 2:07,79 WR | Dai Guohong · Kína                                                             | 2:09,21 | Elli Overton · Ausztrália                                                         | 2:10,51 |
| 400 m-es vegyes úszás     | Dai Guohong · Kína                                     | 4:29,00 WR | Allison Wagner · Egyesült Államok                                              | 4:31,76 | Julie Majer · Ausztrália                                                          | 4:37,50 |
|                           |                                                        |            |                                                                                |         |                                                                                   |         |
| 4 × 100 m-es gyorsváltó   | Kína · Lü Bin · Shan Ying · Jia Yuanyuan · Le Jingyi   | 3:35,97 WR | Svédország · Ellenor Svensson · Linda Olofsson · Suzanne Lööv · Louise Jöhncke | 3:39,41 | Egyesült Államok · Angel Martino · Sarah Perroni · Kristie Krueger · Paige Wilson | 3:40,40 |
| 4 × 200 m-es gyorsváltó   | Kína · Shan Ying · Zhou Guanbin · Le Jingyi · Lü Bin   | 7:52,45 WR | Ausztrália · Tammy Bruce · Elli Overton · Anna Windsor · Susie O'Neill         | 7:56,52 | Egyesült Államok · Paige Wilson · Sarah Perroni · Trina Jackson · Janet Evans     | 8:02,99 |
| 4 × 100 m-es vegyes váltó | Kína · Lr Jingyi · He Cihong · Liu Limin · Dai Guohong | 3:57,73 WR | Ausztrália · Elli Overton · Linley Frame · Petria Thomas · Susie O'Neill       | 4:00,17 | Egyesült Államok · Angel Martino · Kelli King · Kristie Krueger · Sarah Perroni   | 4:01,30 |